# Atletiek op de Olympische Zomerspelen 1968
Atletiek is een van de sporten die beoefend werden tijdens de Olympische Zomerspelen 1968 in Mexico-Stad. Dit was het eerste Olympische atletiektoernooi op een atletiekbaan van tartan.

## Heren

### 100 m
| rang   | sporter(s)                 | land | tijd    |
| ------ | -------------------------- | ---- | ------- |
| Goud   | Jim Hines                  | USA  | WR 9.95 |
| Zilver | Lennox Miller              | JAM  | 10.0    |
| Brons  | Charles Greene             | USA  | 10.0    |
| 4      | Pablo Montes               | CUB  | 10.1    |
| 5      | Roger Bambuck              | FRA  | 10.1    |
| 6      | Mel Pender                 | USA  | 10.1    |
| 7      | Harry Jerome               | CAN  | 10.1    |
| 8      | Jean-Louis Ravelomanantsoa | MAD  | 10.2    |

### 200 m
| rang   | sporter(s)        | land | tijd     |
| ------ | ----------------- | ---- | -------- |
| Goud   | Tommie Smith      | USA  | WR 19.83 |
| Zilver | Peter Norman      | AUS  | 20.0     |
| Brons  | John Carlos       | USA  | 20.0     |
| 4      | Edwin Roberts     | TRI  | 20.3     |
| 5      | Roger Bambuck     | FRA  | 20.5     |
| 6      | Larry Questad     | USA  | 20.6     |
| 7      | Michael Fray      | JAM  | 20.6     |
| 8      | Joachim Eigenherr | FRG  | 20.6     |

### 400 m
| rang   | sporter(s)         | land | tijd     |
| ------ | ------------------ | ---- | -------- |
| Goud   | Lee Evans          | USA  | WR 43.86 |
| Zilver | Larry James        | USA  | 43.9     |
| Brons  | Ron Freeman        | USA  | 44.4     |
| 4      | Amadu Gaku         | SEN  | 45.0     |
| 5      | Martin Jellinghaus | FRG  | 45.3     |
| 6      | Tegegne Bezabeh    | ETH  | 45.4     |
| 7      | Andrzej Badeński   | POL  | 45.5     |
| 8      | Amos Omolo         | UGA  | 47.6     |

### 800 m
| rang   | sporter(s)       | land | tijd      |
| ------ | ---------------- | ---- | --------- |
| Goud   | Ralph Doubell    | AUS  | WR 1:44.3 |
| Zilver | Wilson Kiprugut  | KEN  | 1:44.5    |
| Brons  | Thomas Farrell   | USA  | 1:45.4    |
| 4      | Walter Adams     | FRG  | 1:45.8    |
| 5      | Jozef Plachý     | TCH  | 1:45.9    |
| 6      | Dieter Fromm     | GDR  | 1:46.2    |
| 7      | Thomas Saisi     | KEN  | 1:47.5    |
| 8      | Benedict Cayenne | TRI  | 1:54.3    |

### 1500 m
| rang   | sporter(s)          | land | tijd      |
| ------ | ------------------- | ---- | --------- |
| Goud   | Kipchoge Keino      | KEN  | OR 3:34.9 |
| Zilver | Jim Ryun            | USA  | 3:37.8    |
| Brons  | Bodo Tümmler        | FRG  | 3:39.0    |
| 4      | Harald Norpoth      | FRG  | 3:42.5    |
| 5      | John Whetton        | GBR  | 3:43.8    |
| 6      | Jacques Boxberger   | FRA  | 3:46.6    |
| 7      | Henryk Szordykowski | POL  | 3:46.6    |
| 8      | Josef Odložil       | TCH  | 3:48.6    |

### 5000 m
| rang   | sporter(s)        | land | tijd    |
| ------ | ----------------- | ---- | ------- |
| Goud   | Mohammed Gammoudi | TUN  | 14:05.0 |
| Zilver | Kipchoge Keino    | KEN  | 14:05.2 |
| Brons  | Naftali Temu      | KEN  | 14:06.4 |
| 4      | Juan Martínez     | MEX  | 14:10.8 |
| 5      | Ron Clarke        | AUS  | 14:12.4 |
| 6      | Wohib Masresha    | ETH  | 14:17.6 |
| 7      | Nikolai Sviridov  | URS  | 14:18.4 |
| 8      | Fikrou Deguefu    | ETH  | 14:19.0 |

### 10000 m
| rang   | sporter(s)        | land | tijd    |
| ------ | ----------------- | ---- | ------- |
| Goud   | Naftali Temu      | KEN  | 29:27.4 |
| Zilver | Mamo Wolde        | ETH  | 29:28.0 |
| Brons  | Mohammed Gammoudi | TUN  | 29:34.2 |
| 4      | Juan Martínez     | MEX  | 29:35.0 |
| 5      | Nikolai Sviridov  | URS  | 29:43.2 |
| 6      | Ron Clarke        | AUS  | 29:44.8 |
| 7      | Ron Hill          | GBR  | 29:53.2 |
| 8      | Wohib Masresha    | ETH  | 29:57.0 |

### marathon
| rang   | sporter(s)       | land | tijd      |
| ------ | ---------------- | ---- | --------- |
| Goud   | Mamo Wolde       | ETH  | 2:20:26.4 |
| Zilver | Kenji Kimihara   | JPN  | 2:23:31.0 |
| Brons  | Michael Ryan     | NZL  | 2:23:45.0 |
| 4      | Ismail Akcay     | TUR  | 2:25:18.8 |
| 5      | William Adcocks  | GBR  | 2:25:33.0 |
| 6      | Merawi Gebru     | ETH  | 2:27:16.8 |
| 7      | Derek Clayton    | AUS  | 2:27:23.8 |
| 8      | Timothy Johnston | GBR  | 2:28:23.8 |

### 110 m horden
| rang   | sporter(s)       | land | tijd    |
| ------ | ---------------- | ---- | ------- |
| Goud   | Willie Davenport | USA  | OR 13.3 |
| Zilver | Ervin Hall       | USA  | 13.4    |
| Brons  | Eddy Ottoz       | ITA  | 13.4    |
| 4      | Leon Coleman     | USA  | 13.6    |
| 5      | Werner Trzmiel   | FRG  | 13.6    |
| 6      | Bo Forssander    | SWE  | 13.7    |
| 7      | Marcel Duriez    | FRA  | 13.7    |
| 8      | Pierre Schoebel  | FRA  | 14.0    |

### 400 m horden
| rang   | sporter(s)              | land | tijd    |
| ------ | ----------------------- | ---- | ------- |
| Goud   | David Hemery            | GBR  | WR 48.1 |
| Zilver | Gerhard Hennige         | FRG  | 49.0    |
| Brons  | John Sherwood           | GBR  | 49.0    |
| 4      | Geoff Vanderstock       | USA  | 49.0    |
| 5      | Vjatsjeslav Skomorokhov | URS  | 49.1    |
| 6      | Ronald Whitney          | USA  | 49.2    |
| 7      | Rainer Schubert         | FRG  | 49.3    |
| 8      | Roberto Frinolli        | ITA  | 50.1    |

### 3000 m steeple chase
| rang   | sporter(s)        | land | tijd   |
| ------ | ----------------- | ---- | ------ |
| Goud   | Amos Biwott       | KEN  | 8:51.0 |
| Zilver | Benjamin Kogo     | KEN  | 8:51.6 |
| Brons  | George L. Young   | USA  | 8:51.8 |
| 4      | Kerry O'Brien     | AUS  | 8:52.0 |
| 5      | Aleksandr Morozov | URS  | 8:55.8 |
| 6      | Mikhail Sjelev    | BUL  | 8:58.4 |
| 7      | Gaston Roelants   | BEL  | 8:59.4 |
| 8      | Arne Risa         | NOR  | 9:09.0 |

### 4x100 m estafette
| rang   | sporter(s)                                                        | land | tijd    |
| ------ | ----------------------------------------------------------------- | ---- | ------- |
| Goud   | Charles Greene Mel Pender Ronnie Ray Smith Jim Hines              | USA  | WR 38.2 |
| Zilver | Hermes Ramírez Juan Morales Pablo Montes Enrique Figuerola        | CUB  | 38.3    |
| Brons  | Gérard Fénouil Jocelyn Delecour Claude Piquemal Roger Bambuck     | FRA  | 38.4    |
| 4      | Errol Stewart Michael Fray Clifton Forbes Lennox Miller           | JAM  | 38.4    |
| 5      | Heinz Erbstößer Hartmut Schelter Peter Haase Harald Eggers        | GDR  | 38.6    |
| 6      | Karl-Peter Schmidtke Gert Metz Gerhard Wucherer Joachim Eigenherr | FRG  | 38.7    |
| 7      | Sergio Ottolina Ennio Preatoni Angelo Sguazzero Livio Berruti     | ITA  | 39.2    |
| 8      | Wiesław Maniak Edward Romanowski Zeńon Nowosz Marian Dudziak      | POL  | 39.2    |

### 4x400 m estafette
| rang   | sporter(s)                                                              | land | tijd       |
| ------ | ----------------------------------------------------------------------- | ---- | ---------- |
| Goud   | Vince Matthews Ron Freeman Larry James Lee Evans                        | USA  | WR 2:56.16 |
| Zilver | Daniel Rudisha Hezahiah Nyamau Naftali Bon Charles Asati                | KEN  | 2:59.6     |
| Brons  | Helmar Müller Manfred Kinder Gerhard Hennige Martin Jellinghaus         | FRG  | 3:00.5     |
| 4      | Jan Balachowski Stanisław Grędziński Jan Werner Andrzej Badeński        | POL  | 3:00.5     |
| 5      | Martin Winbolt-Lewis Colin Campbell David Hemery John Sherwood          | GBR  | 3:01.2     |
| 6      | George Simon Euric Bobb Benedict Cayenne Edwin Roberts                  | TRI  | 3:04.5     |
| 7      | Sergio Ottolina Giacomo Puosi Furio Fusi Sergio Bello                   | ITA  | 3:04.6     |
| 8      | Jean-Claude Nallet Jacques Carette Gilles Bertould Jean-Pierre Boccardo | FRA  | 3:07.5     |

### 20 km snelwandelen
| rang   | sporter(s)             | land | tijd      |
| ------ | ---------------------- | ---- | --------- |
| Goud   | Volodymyr Holoebnytsjy | URS  | 1:33:58.4 |
| Zilver | José Pedraza           | MEX  | 1:34:00.0 |
| Brons  | Nikolai Smaga          | URS  | 1:34:03.4 |
| 4      | Rudolph Haluza         | USA  | 1:35:00.2 |
| 5      | Gerhard Sperling       | GDR  | 1:35:27.2 |
| 6      | Otto Bartsj            | URS  | 1:36:16.8 |
| 7      | Hans Reimann           | GDR  | 1:36:31.4 |
| 8      | Stefan Ingvarsson      | SWE  | 1:36:43.4 |

### 50 km snelwandelen
| rang   | sporter(s)      | land | tijd         |
| ------ | --------------- | ---- | ------------ |
| Goud   | Christoph Höhne | GDR  | OR 4:20:13.6 |
| Zilver | Antal Kiss      | HUN  | 4:30:17.0    |
| Brons  | Larry Young     | USA  | 4:31:55.4    |
| 4      | Peter Selzer    | GDR  | 4:33:09.8    |
| 5      | Stig Lindberg   | SWE  | 4:34:05.0    |
| 6      | Vittorio Visini | ITA  | 4:36:33.2    |
| 7      | Bryan Eley      | GBR  | 4:37:32.2    |
| 8      | José Pedraza    | MEX  | 4:37:51.4    |

### hoogspringen
| rang   | sporter(s)         | land | hoogte    |
| ------ | ------------------ | ---- | --------- |
| Goud   | Dick Fosbury       | USA  | OR 2.24 m |
| Zilver | Ed Caruthers       | USA  | 2.22 m    |
| Brons  | Valentin Gavrilov  | URS  | 2.20 m    |
| 4      | Valeri Skvortsov   | URS  | 2.16 m    |
| 5      | Reynaldo Brown     | USA  | 2.14 m    |
| 6      | Giacomo Crosa      | ITA  | 2.14 m    |
| 7      | Gunther Spielvogel | FRG  | 2.14 m    |
| 8      | Lawrence Peckham   | AUS  | 2.12 m    |

### polsstokhoogspringen
| rang   | sporter(s)            | land | hoogte    |
| ------ | --------------------- | ---- | --------- |
| Goud   | Bob Seagren           | USA  | OR 5.40 m |
| Zilver | Claus Schiprowski     | FRG  | 5.40 m    |
| Brons  | Wolfgang Nordwig      | GDR  | 5.40 m    |
| 4      | Christos Papanikolaou | GRE  | 5.34 m    |
| 5      | John Pennel           | USA  | 5.35 m    |
| 6      | Gennadi Bliznetsov    | URS  | 5.30 m    |
| 7      | Hervé d'Encausse      | FRA  | 5.25 m    |
| 8      | Heinfried Engel       | FRG  | 5.20 m    |

### verspringen
| rang   | sporter(s)         | land | afstand   |
| ------ | ------------------ | ---- | --------- |
| Goud   | Bob Beamon         | USA  | WR 8.90 m |
| Zilver | Klaus Beer         | GDR  | 8.19 m    |
| Brons  | Ralph Boston       | USA  | 8.16 m    |
| 4      | Igor Ter-Ovanesjan | URS  | 8.12 m    |
| 5      | Tynu Lepik         | URS  | 8.09 m    |
| 6      | Alan Crawley       | AUS  | 8.02 m    |
| 7      | Jacques Pani       | FRA  | 7.97 m    |
| 8      | Andrzej Stalmach   | POL  | 7.94 m    |

### hink-stap-springen
| rang   | sporter(s)       | land | afstand    |
| ------ | ---------------- | ---- | ---------- |
| Goud   | Viktor Sanjejev  | URS  | WR 17.39 m |
| Zilver | Nelson Prudêncio | BRA  | 17.27 m    |
| Brons  | Giuseppe Gentile | ITA  | 17.22 m    |
| 4      | Arthur Walker    | USA  | 17.12 m    |
| 5      | Nikolai Doedkin  | URS  | 17.09 m    |
| 6      | Philip May       | AUS  | 17.02 m    |
| 7      | Józef Szmidt     | POL  | 16.89 m    |
| 8      | Mansour Dia      | SEN  | 16.73 m    |

### kogelstoten
| rang   | sporter(s)           | land | afstand    |
| ------ | -------------------- | ---- | ---------- |
| Goud   | Randy Matson         | USA  | OR 20.54 m |
| Zilver | George Woods         | USA  | 20.12 m    |
| Brons  | Eduard Gusjtsjin     | URS  | 20.09 m    |
| 4      | Dieter Hoffmann      | GDR  | 20.00 m    |
| 5      | David Maggard        | USA  | 19.43 m    |
| 6      | Władysław Komar      | POL  | 19.28 m    |
| 7      | Uwe Grabe            | GDR  | 19.03 m    |
| 8      | Heinfried Birlenbach | FRG  | 18.80 m    |

### discuswerpen
| rang   | sporter(s)        | land | afstand    |
| ------ | ----------------- | ---- | ---------- |
| Goud   | Al Oerter         | USA  | OR 64.78 m |
| Zilver | Lothar Milde      | GDR  | 63.08 m    |
| Brons  | Ludvík Daněk      | TCH  | 62.92 m    |
| 4      | Hartmut Losch     | GDR  | 62.12 m    |
| 5      | Jay Silvester     | USA  | 61.78 m    |
| 6      | Gary Carlsen      | USA  | 59.46 m    |
| 7      | Edmund Piatkowski | POL  | 59.40 m    |
| 8      | Ricky Bruch       | SWE  | 59.28 m    |

### kogelslingeren
| rang   | sporter(s)          | land | afstand    |
| ------ | ------------------- | ---- | ---------- |
| Goud   | Gyula Zsivótzky     | HUN  | OR 73.36 m |
| Zilver | Romuald Klim        | URS  | 73.28 m    |
| Brons  | Lázár Lovász        | HUN  | 69.78 m    |
| 4      | Takeo Sugawara      | JPN  | 69.78 m    |
| 5      | Sándor Eckschmiedt  | HUN  | 69.46 m    |
| 6      | Gennadi Kondratsjov | URS  | 69.08 m    |
| 7      | Reinhard Theimer    | GDR  | 68.84 m    |
| 8      | Helmut Baumann      | GDR  | 68.26 m    |

### speerwerpen
| rang   | sporter(s)         | land | afstand    |
| ------ | ------------------ | ---- | ---------- |
| Goud   | Jānis Lūsis        | URS  | OR 90.10 m |
| Zilver | Jorma Kinnunen     | FIN  | 88.58 m    |
| Brons  | Gergely Kulcsár    | HUN  | 87.06 m    |
| 4      | Władysław Nikiciuk | POL  | 85.70 m    |
| 5      | Manfred Stolle     | GDR  | 84.42 m    |
| 6      | Karl-Åke Nilsson   | SWE  | 83.48 m    |
| 7      | Janusz Sidło       | POL  | 80.58 m    |
| 8      | Urs von Wartburg   | SUI  | 80.56 m    |

### tienkamp
| rang   | sporter(s)         | land | punten  |
| ------ | ------------------ | ---- | ------- |
| Goud   | Bill Toomey        | USA  | OR 8193 |
| Zilver | Hans-Joachim Walde | FRG  | 8111    |
| Brons  | Kurt Bendlin       | FRG  | 8064    |
| 4      | Nikolaj Avilov     | URS  | 7909    |
| 5      | Joachim Kirst      | GDR  | 7861    |
| 6      | Thomas Waddell     | USA  | 7720    |
| 7      | Richard Sloan      | USA  | 7692    |
| 8      | Steen Smidt-Jensen | DEN  | 7648    |

## Dames

### 100 m
| rang   | sporter(s)       | land | tijd    |
| ------ | ---------------- | ---- | ------- |
| Goud   | Wyomia Tyus      | USA  | WR 11.0 |
| Zilver | Barbara Ferrell  | USA  | 11.1    |
| Brons  | Irena Szewińska  | POL  | 11.1    |
| 4      | Raelene Boyle    | AUS  | 11.1    |
| 5      | Margaret Bailes  | USA  | 11.3    |
| 6      | Dianne Burge     | AUS  | 11.4    |
| 7      | Chi Cheng        | RCO  | 11.5    |
| 8      | Miguelina Cobián | CUB  | 11.6    |

### 200 m
| rang   | sporter(s)       | land | tijd    |
| ------ | ---------------- | ---- | ------- |
| Goud   | Irena Szewińska  | POL  | WR 22.5 |
| Zilver | Raelene Boyle    | AUS  | 22.7    |
| Brons  | Jenny Lamy       | AUS  | 22.8    |
| 4      | Barbara Ferrell  | USA  | 22.9    |
| 5      | Nicole Montandon | FRA  | 23.0    |
| 6      | Wyomia Tyus      | USA  | 23.0    |
| 7      | Margaret Bailes  | USA  | 23.1    |
| 8      | Jutta Stöck      | FRG  | 23.2    |

### 400 m
| rang   | sporter(s)           | land | tijd    |
| ------ | -------------------- | ---- | ------- |
| Goud   | Colette Besson       | FRA  | OR 52.0 |
| Zilver | Lillian Board        | GBR  | 52.1    |
| Brons  | Natalja Petsjonkina  | URS  | 52.2    |
| 4      | Janet Simpson        | GBR  | 52.5    |
| 5      | Aurelia Penton       | CUB  | 52.7    |
| 6      | Jarvis Scott         | USA  | 52.7    |
| 7      | Helga Henning        | FRG  | 52.8    |
| 8      | Mirna van der Hoeven | NED  | 53.0    |

### 800 m
| rang   | sporter(s)         | land | tijd      |
| ------ | ------------------ | ---- | --------- |
| Goud   | Madeline Manning   | USA  | OR 2:00.9 |
| Zilver | Ileana Silai       | ROU  | 2:02.5    |
| Brons  | Mia Gommers        | NED  | 2:02.6    |
| 4      | Sheila Taylor      | GBR  | 2:03.8    |
| 5      | Doris Brown        | USA  | 2:03.9    |
| 6      | Patricia Lowe      | GBR  | 2:04.2    |
| 7      | Abigail Hoffman    | CAN  | 2:06.8    |
| 8      | Maryvonne Dupureur | FRA  | 2:08.2    |

### 80 m horden
| rang   | sporter(s)           | land | tijd    |
| ------ | -------------------- | ---- | ------- |
| Goud   | Maureen Caird        | AUS  | OR 10.3 |
| Zilver | Pam Kilborn          | AUS  | 10.4    |
| Brons  | Chi Cheng            | RCO  | 10.4    |
| 4      | Patty van Wolvelaere | USA  | 10.5    |
| 5      | Karin Balzer         | GDR  | 10.6    |
| 6      | Danuta Straszyńska   | POL  | 10.6    |
| 7      | Elzbieta Zebrowska   | POL  | 10.6    |
| 8      | Tatjana Talytsjeva   | URS  | 10.7    |

### 4x100 m estafette
| rang   | sporter(s)                                                                     | land | tijd    |
| ------ | ------------------------------------------------------------------------------ | ---- | ------- |
| Goud   | Barbara Ferrell Margaret Bailes Mildrette Netter Wyomia Tyus                   | USA  | WR 42.8 |
| Zilver | Marlene Elejarde Fulgencia Romay Violetta Quesada Miguelina Cobián             | CUB  | 43.3    |
| Brons  | Ljoedmila Zjarkova Galina Boekharina Vera Popkova Ljoedmila Ignatjeva          | URS  | 43.4    |
| 4      | Truus Hennipman-Cruiming Wilma van Gool-van den Berg Mieke Sterk Corrie Bakker | NED  | 43.4    |
| 5      | Jennifer Lamy Joyce Bennett Raelene Boyle Dianne Burge                         | AUS  | 43.4    |
| 6      | Renate Meyer Jutta Stöck Rita Jahn Ingrid Becker                               | FRG  | 43.6    |
| 7      | Anita Neil Janet Simpson Maureen Tranter Lillian Board                         | GBR  | 43.7    |
| 8      | Michele Alayrangues Gabrielle Meyer Nicole Montandon Silviane Telliez          | FRA  | 44.2    |

### hoogspringen
| rang   | sporter(s)          | land | hoogte |
| ------ | ------------------- | ---- | ------ |
| Goud   | Miloslava Rezková   | TCH  | 1.82 m |
| Zilver | Antonina Okorokova  | URS  | 1.80 m |
| Brons  | Valentina Kozyr     | URS  | 1.80 m |
| 4      | Jaroslava Valentová | TCH  | 1.78 m |
| 5      | Rita Schmidt        | GDR  | 1.78 m |
| 6      | Mária Faithová      | TCH  | 1.78 m |
| 7      | Karin Schulze       | GDR  | 1.76 m |
| 8      | Ilona Gusenhauer    | AUT  | 1.76 m |

### verspringen
| rang   | sporter(s)           | land | hoogte    |
| ------ | -------------------- | ---- | --------- |
| Goud   | Viorica Viscopoleanu | ROU  | WR 6.82 m |
| Zilver | Sheila Sherwood      | GBR  | 6.68 m    |
| Brons  | Tatjana Talysjeva    | URS  | 6.66 m    |
| 4      | Burghild Wieczorek   | GDR  | 6.48 m    |
| 5      | Mirosława Sarna      | POL  | 6.47 m    |
| 6      | Ingrid Becker        | FRG  | 6.43 m    |
| 7      | Berit Berthelsen     | NOR  | 6.40 m    |
| 8      | Heide Rosendahl      | FRG  | 6.40 m    |

### kogelstoten
| rang   | sporter(s)         | land | afstand    |
| ------ | ------------------ | ---- | ---------- |
| Goud   | Margitta Gummel    | GDR  | WR 19.61 m |
| Zilver | Marita Lange       | GDR  | 18.78 m    |
| Brons  | Nadezjda Tsjizjova | URS  | 18.19 m    |
| 4      | Judit Lendvai      | HUN  | 17.78 m    |
| 5      | Renate Boy         | GDR  | 17.72 m    |
| 6      | Ivanka Hristova    | BUL  | 17.25 m    |
| 7      | Marlene Fuchs      | FRG  | 17.11 m    |
| 8      | Els van Noorduyn   | NED  | 16.23 m    |

### discuswerpen
| rang   | sporter(s)            | land | afstand    |
| ------ | --------------------- | ---- | ---------- |
| Goud   | Lia Manoliu           | ROU  | OR 58.28 m |
| Zilver | Liesel Westermann     | FRG  | 57.76 m    |
| Brons  | Jolán Kleiber-Kontsek | HUN  | 54.90 m    |
| 4      | Anita Otto            | GDR  | 54.40 m    |
| 5      | Antonina Popova       | URS  | 53.42 m    |
| 6      | Olga Connolly         | USA  | 52.96 m    |
| 7      | Christine Spielberg   | GDR  | 52.86 m    |
| 8      | Brigitte Berendonk    | FRG  | 52.80 m    |

### speerwerpen
| rang   | sporter(s)              | land | afstand |
| ------ | ----------------------- | ---- | ------- |
| Goud   | Angéla Németh           | HUN  | 60.36 m |
| Zilver | Mihaela Peneş           | ROU  | 59.92 m |
| Brons  | Eva Janko               | AUT  | 58.04 m |
| 4      | Márta Rudas-Antal       | HUN  | 56.38 m |
| 5      | Daniela Jaworska        | POL  | 56.06 m |
| 6      | Nataša Urbančić         | YUG  | 55.42 m |
| 7      | Ameli Koloska-Isermeyer | FRG  | 55.20 m |
| 8      | Kaisa Launela           | FIN  | 53.96 m |

### vijfkamp
| rang   | sporter(s)            | land | punten |
| ------ | --------------------- | ---- | ------ |
| Goud   | Ingrid Becker         | FRG  | 5098   |
| Zilver | Liese Prokop          | AUT  | 4966   |
| Brons  | Annamária Tóth        | HUN  | 4959   |
| 4      | Valentina Tikhomirova | URS  | 4927   |
| 5      | Manon Bornholdt       | FRG  | 4890   |
| 6      | Patricia Winslow      | USA  | 4877   |
| 7      | Ingeborg Bauer        | GDR  | 4849   |
| 8      | Meta Antenen          | SUI  | 4848   |

## Medaillespiegel
| rang   | land                     | goud | zilver | brons | totaal |
| ------ | ------------------------ | ---- | ------ | ----- | ------ |
| 1      | Verenigde Staten         | 15   | 6      | 7     | 28     |
| 2      | Kenia                    | 3    | 4      | 1     | 8      |
| 3      | Sovjet-Unie              | 3    | 2      | 8     | 13     |
| 4      | Australië                | 2    | 3      | 1     | 6      |
| 4      | DDR                      | 2    | 3      | 1     | 6      |
| 6      | Roemenië                 | 2    | 2      | 0     | 4      |
| 7      | Hongarije                | 2    | 1      | 4     | 7      |
| 8      | Bondsrepubliek Duitsland | 1    | 4      | 3     | 8      |
| 9      | Groot-Brittannië         | 1    | 2      | 1     | 4      |
| 10     | Ethiopië                 | 1    | 1      | 0     | 2      |
| 11     | Frankrijk                | 1    | 0      | 1     | 2      |
| 11     | Polen                    | 1    | 0      | 1     | 2      |
| 11     | Tsjecho-Slowakije        | 1    | 0      | 1     | 2      |
| 11     | Tunesië                  | 1    | 0      | 1     | 2      |
| 15     | Cuba                     | 0    | 2      | 0     | 2      |
| 16     | Oostenrijk               | 0    | 1      | 1     | 2      |
| 17     | Brazilië                 | 0    | 1      | 0     | 1      |
| 17     | Finland                  | 0    | 1      | 0     | 1      |
| 17     | Jamaica                  | 0    | 1      | 0     | 1      |
| 17     | Japan                    | 0    | 1      | 0     | 1      |
| 17     | Mexico                   | 0    | 1      | 0     | 1      |
| 22     | Italië                   | 0    | 0      | 2     | 2      |
| 23     | Nederland                | 0    | 0      | 1     | 1      |
| 23     | Nieuw-Zeeland            | 0    | 0      | 1     | 1      |
| 23     | Taiwan                   | 0    | 0      | 1     | 1      |
| totaal | totaal                   | 36   | 36     | 36    | 108    |